# Aklan
 La province d’Aklan est une province des Philippines. C'est une des six provinces de la région VI ou Visayas occidentales. Elle occupe la pointe nord de l'île de Panay, y compris la petite île voisine de Bocaray. Sa superficie est de 1 821,42 km2 pour une population de 574 823 habitants (recensement 2015). La langue majoritairement parlée est l'aklanon ; la religion pratiquée est la catholicisme romain.

## Villes et municipalités
Municipalités
- Altavas
- Balete
- Banga
- Batan
- Buruanga
- Ibajay
- Kalibo
- Lezo
- Libacao
- Madalag
- Makato
- Malay
- Malinao
- Nabas
- New Washington
- Numancia
- Tangalan